# Dreyerite
La dreyerite è un minerale.